# Ceres (Kalifornien)
Ceres ist eine Stadt im Stanislaus County im US-Bundesstaat Kalifornien mit 49.302 Einwohnern (Stand: 2020).
Die geographischen Koordinaten sind: 37,60° Nord, 120,96° West. Das Stadtgebiet hat eine Größe von 18,0 km². Benannt wurde die Stadt nach Ceres, der römischen Göttin für Landwirtschaft.

## Persönlichkeiten
- Edgar Dearing (1893–1974), Schauspieler
- Cade Cowell (* 2003), Fußballspieler